# Incoming Death
Incoming Death è un album discografico del gruppo musicale olandese Asphyx. È stato pubblicato nel 2016 dalla Century Media Records.

## Tracce
1. Candiru – 2:40
2. Division Brandenburg – 3:05
3. Wardroid – 4:40
4. The Feeder – 4:06
5. It Came from the Skies – 3:29
6. The Grand Denial – 7:08
7. Incoming Death – 1:56
8. Forerunners of the Apocalypse – 3:42
9. Subterra Incognita – 5:06
10. Wildland Fire – 3:41
11. Death: the Only Immortal – 8:09

Durata totale: 47:42

## Formazione
- Martin van Drunen - voce
- Paul Baayens - chitarra
- Alwin Zuur - basso
- Stefan Hüskens - batteria